# Merville SM-31
Dimensions
Le Merville SM-31 est un planeur monoplace de performance en bois et toile développé par Raymond Jarlaud (Roger Cartier selon une autre source) c'est une évolution du Merville S-30 avec un fuselage qui bien que basé sur celui de l'Arsenal Air 100 bénéficie d'un arrière enfin rigidifié. Il fait son premier vol le 11 janvier 1960 un seul exemplaire est construit.

## Histoire
C'est une évolution du S-30 trop limité par son fuselage trop souple.
Le prototype fait son premier vol le 11 janvier 1960 avec Pierre Bonneau aux commandes.
Si la démarche est bonne, elle vient bien trop tard et la progression de la concurrence le rend obsolète dès sa création. Ce sera la dernière tentative d’améliorer l'Air 100.
Le prototype reste l'unique exemplaire. Il passe au Centre d'essais en vol puis est affecté au centre national de Saint-Auban ou il est peu utilisé. Il passe ensuite à l'aéro-club de Thionville.
Du 30 juillet au 7 aout 1966 il participe, sans obtenir de résultats marquants, aux championnats de France à Blois-le-Breuil piloté par Barbare.
Le seul exemplaire construit immatriculé F-CBYK est actuellement radié du registre des aéronefs. Il est stocké au club d'Angers-Macé.

## Conception
Bien que basé sur le fuselage de l'Air 100 le fuselage est très différent esthétiquement. La verrière en bosse est remplacée par une verrière moulée suivant le profil du fuselage, l'arrière est renforcé pour éliminer les vibrations qui handicapaient les planeurs précédents et les empennages sont de forme plus moderne.
L'aile à profil laminaire reprend le système utilisé sur l’Arsenal 4111 et le S-30. Le bord de fuite rectiligne sur toute l'envergure est muni de volets de courbure jusqu'aux ailerons. Les ailerons peuvent également être braqués symétriquement pour accroître l'hypersustentation. La partie centrale de l'aile est à corde constante sur environ 60% de l'envergure. Les bouts d'ailes sont effilés uniquement au bord d'attaque.